# Noga Albalach
Noga Albalach, née en 1971 à Petah Tikva, est une écrivain et éditrice israélienne, lauréate du prix Brenner en 2018.

## Biographie
Noga Albalach est directeur de la maison d'édition Hakibbutz Hameuchad (he).

## Récompenses et distinctions
- 2018 : prix Brenner